# Лепешки (Гродненская область)
Лепешки (бел. Ляпе́шкі) — деревня в Ивьевском районе Гродненской области Беларуси. В составе Юратишковского сельсовета.

## География
Расположена железнодорожная станция Юратишки, в 4,1 км от городского посёлка Юратишки, на линии Молодечно — Лида.

## История
Деревня входила в староство Трабское (последними старостами Трабскими были Поплавские), позже казенное селение. В Российской империи входила в состав Юратишковской волости Ошмянского уезда. В 1866 годах в деревне было 6 дымов (дворов), проживало 67 православных и 6 католиков. Приход Юратишской Николаевской церкви и Трабского костела Рождества Девы Марии. В 1903 году - 85 человек (44 муж. и 41 жен.). В 1909 году - 11 дворов, 100 жителей, имевших 25 коров, 13 лошадей и 158 десятин земли.
В 1906 был построен вокзал. Во времена Первой мировой войны деревня была захвачена кайзеровской Германией. По итогу Рижского мирного договора деревня перешла Польше. В 1939 деревня освобождена Красной Армией и присоединена к БССР. Во времена Второй мировой войны деревня была оккупирована Германией, после пожара в школе в Юратишках здесь действовала семилетняя школа. После освобождения школа работала до постройки школы в д. Тенюковщина. После распада СССР население деревни стремительно уменьшается. Множество общественных зданий было закрыто, например магазины, школа и детский сад.
До 2 декабря 1959 года деревня входила в состав Трабского сельсовета.
В 1959-1962 центр Юратишковский сельсовета

## Инфраструктура
Действует почта, 3 магазина, «Лидахлебопродукт», лесничество и лесосклад.

## Улицы
Улицы — Ленина, Советская, Комлева, Аленциновича и Космонавтов, а также 3 переулка: Советский, Космонавтов, Ильича.

## Фотоснимки

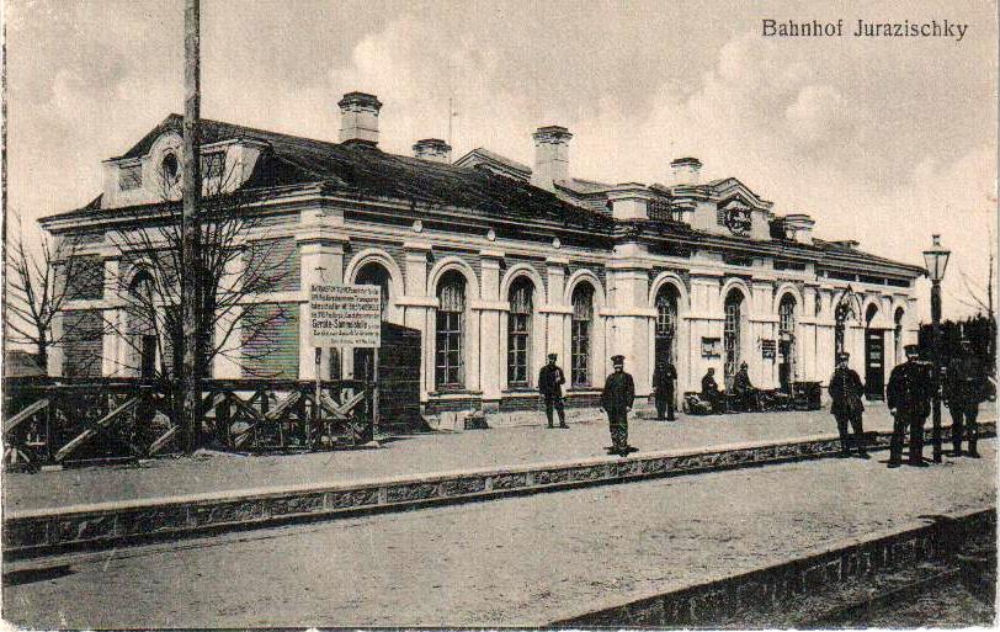
Старое фото вокзала, 1916 г.
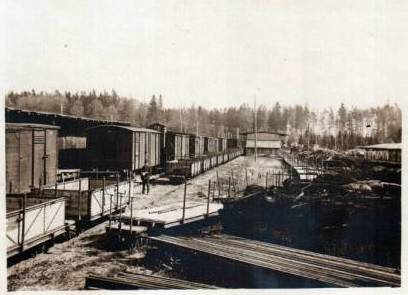
1918 г. Парковка у перегрузочного склада на станции Юратишки
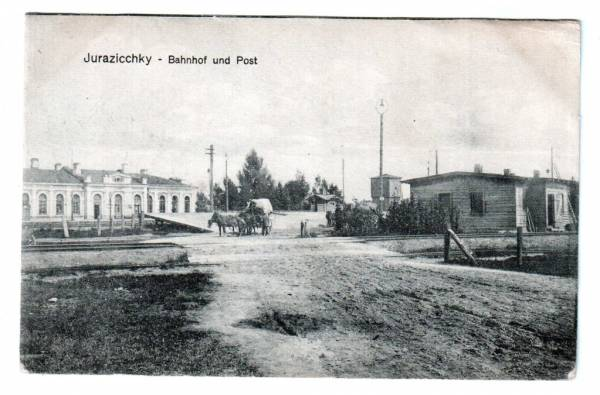
Почта и Вокзал. 1916-1918
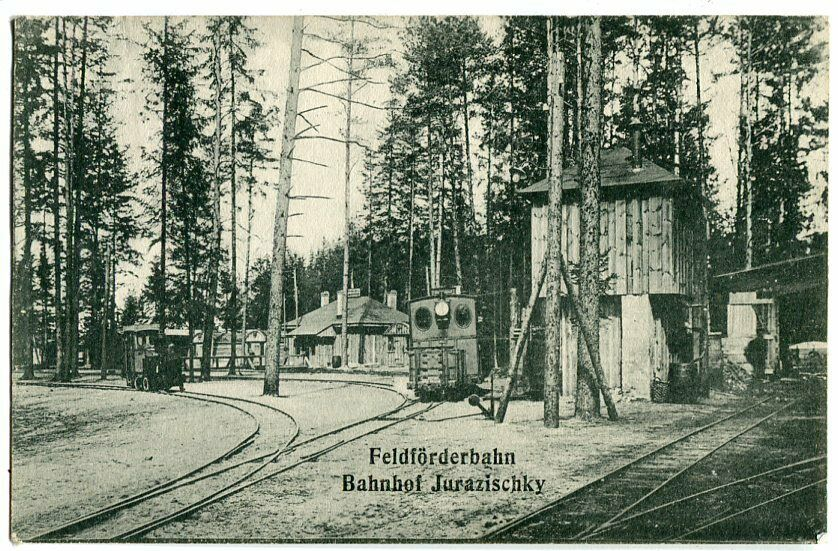
Узкоколейная железная дорога
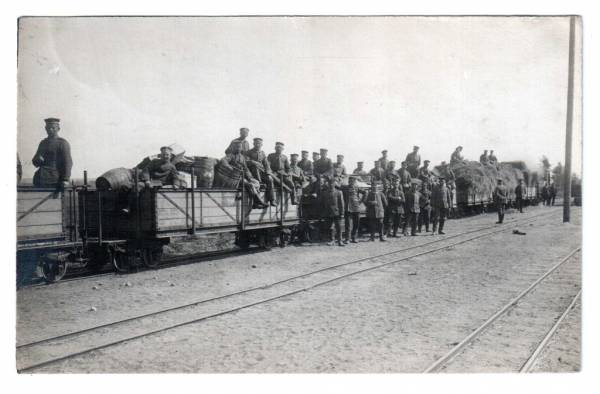
1918 г. Парковка у перегрузочного склада на станции Юратишки
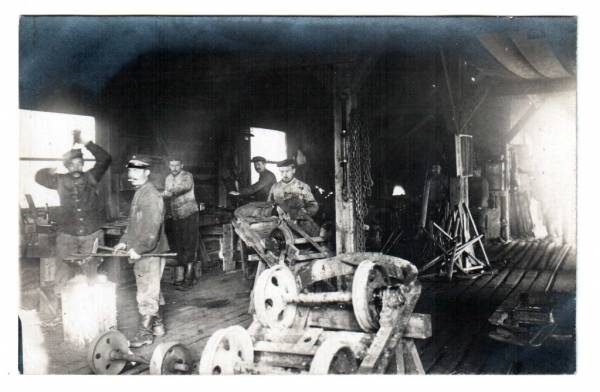
Работа в автомастерской Юратишки
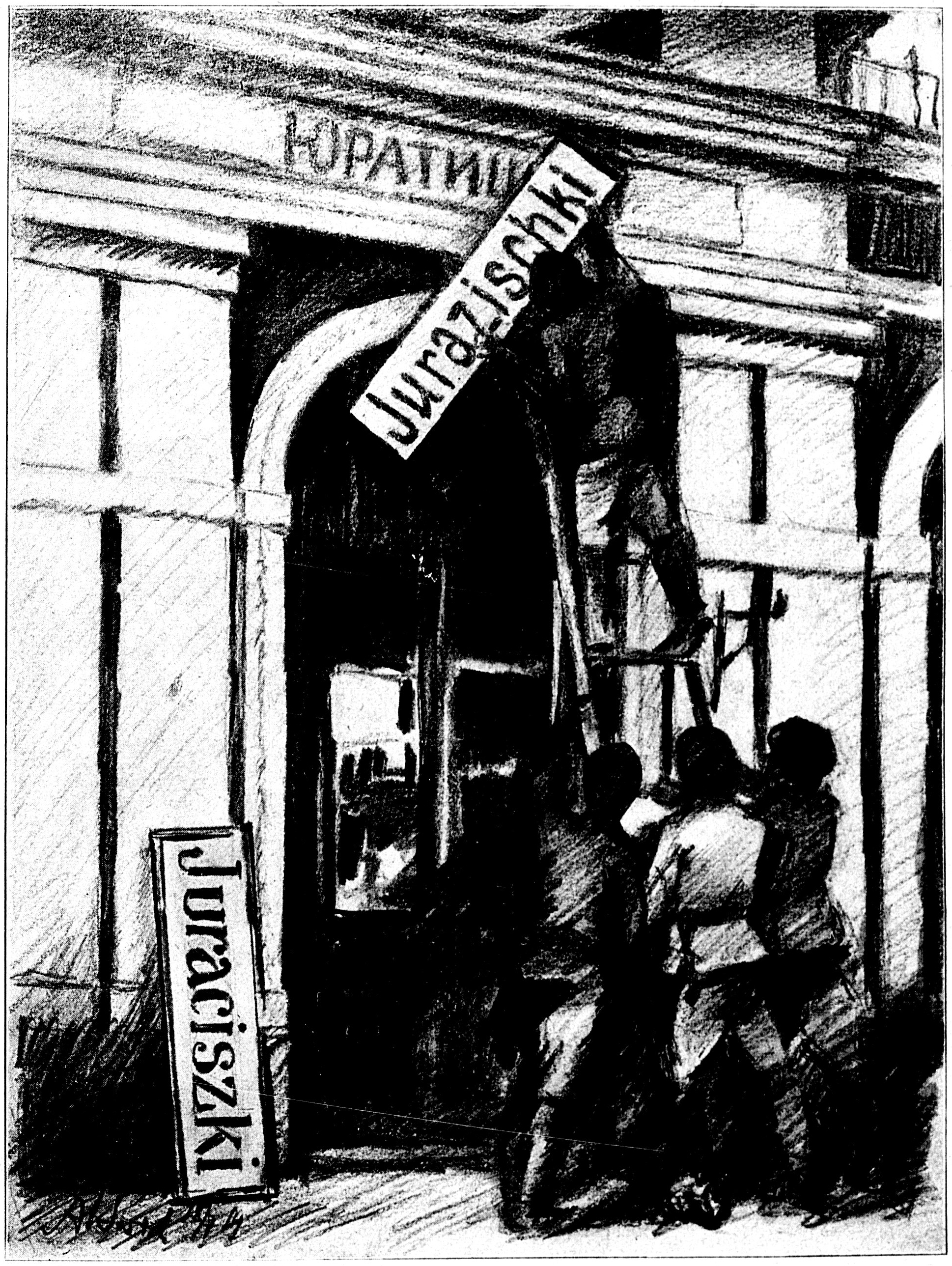
Замена немецкой таблички на польскую
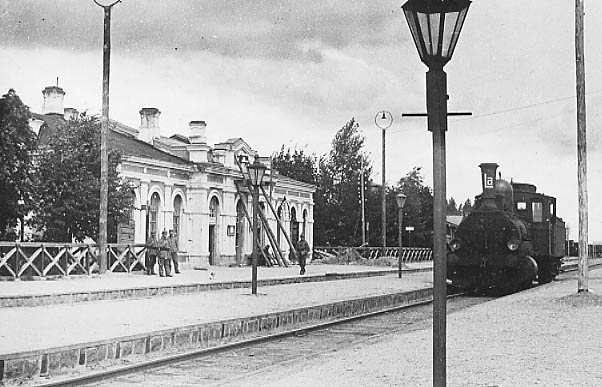
Здание вокзала. 1916-1918
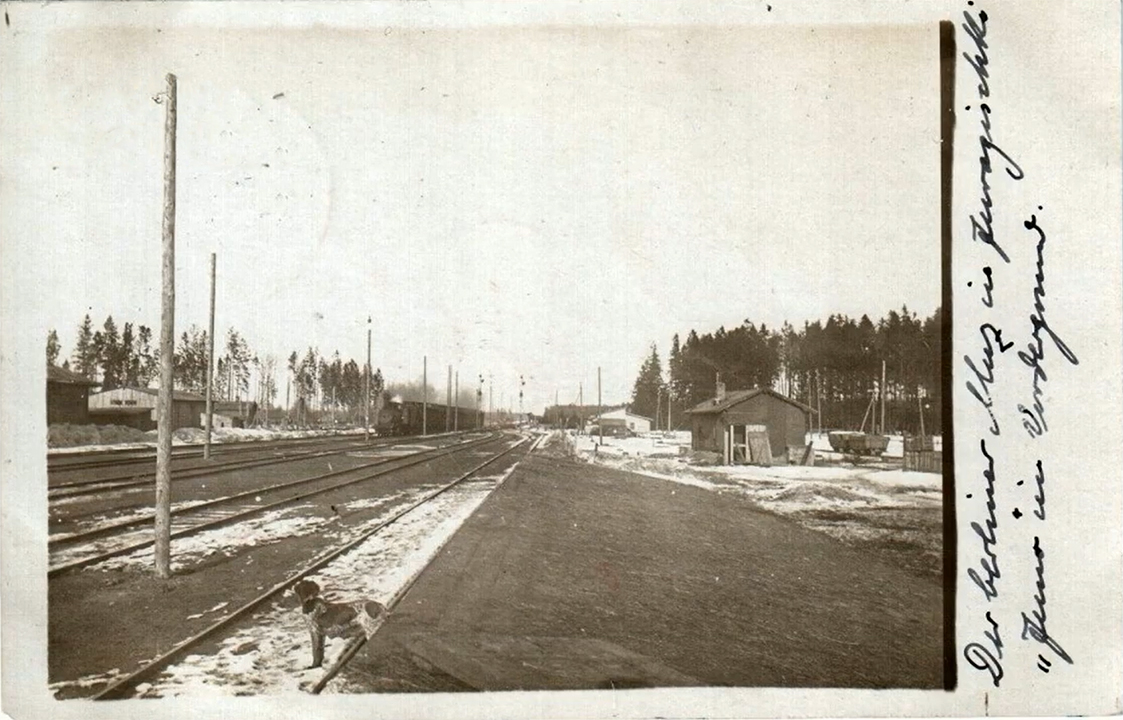
1915-1918
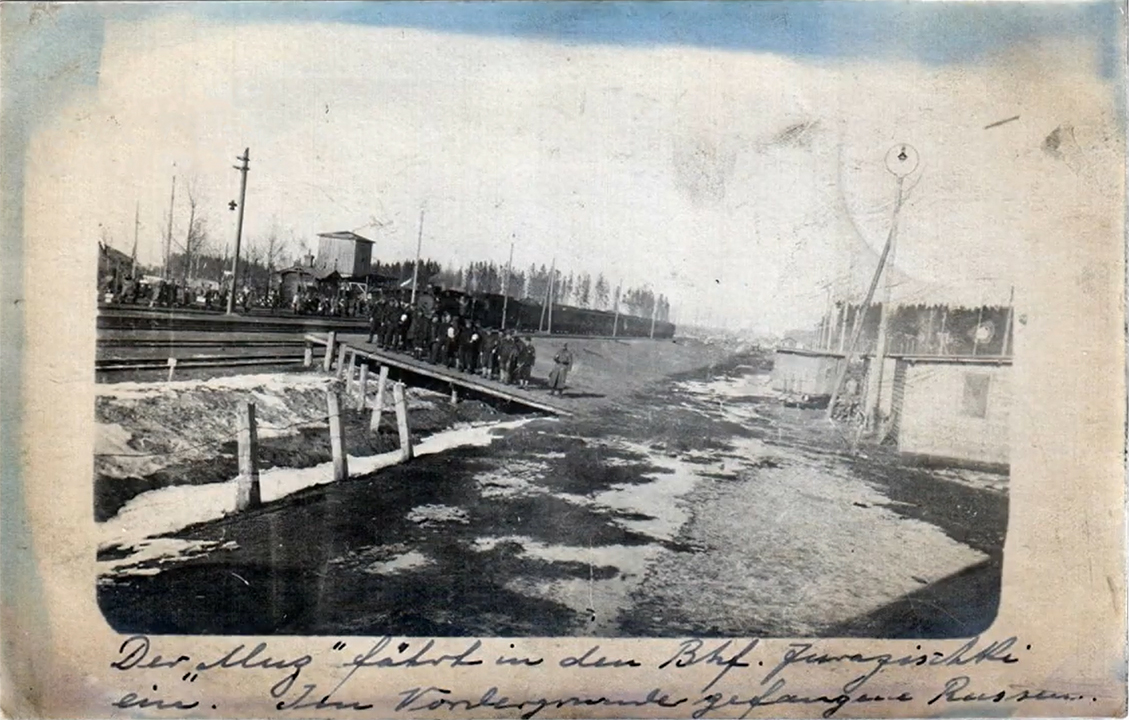
1915-1918
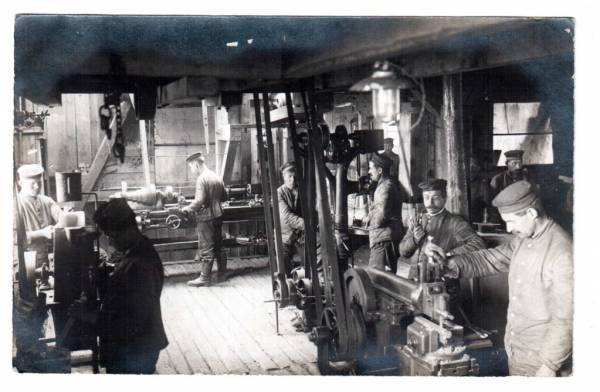
Работа в автомастерской Юратишки
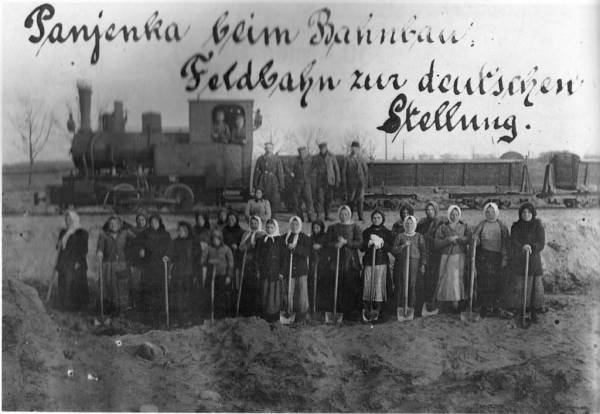
Строительство узкоколейной железной дороги
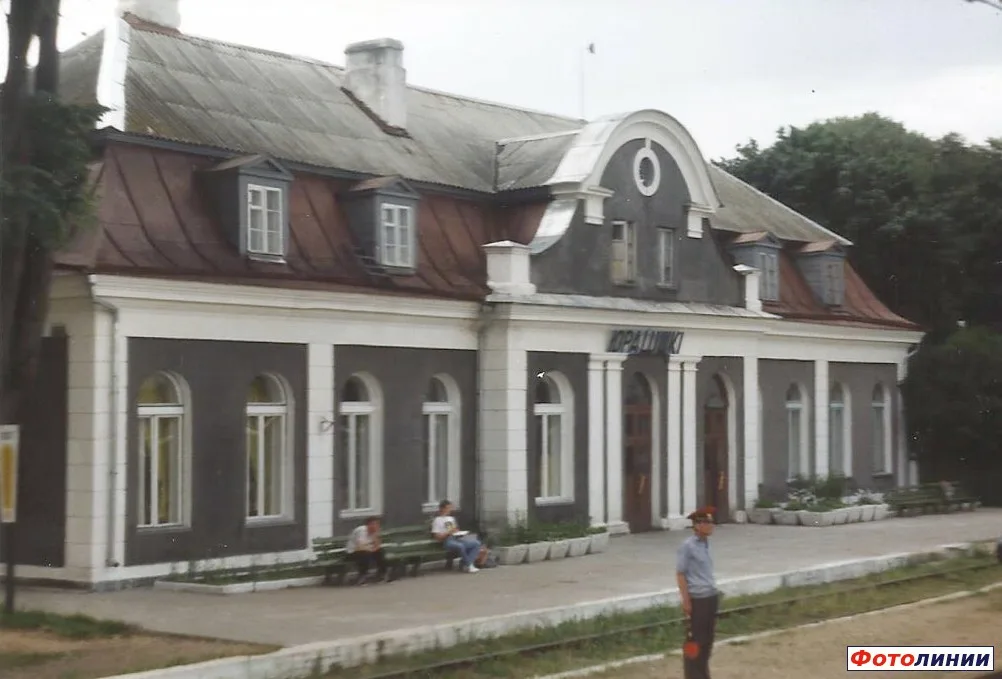
Здание вокзала в нулевые годы
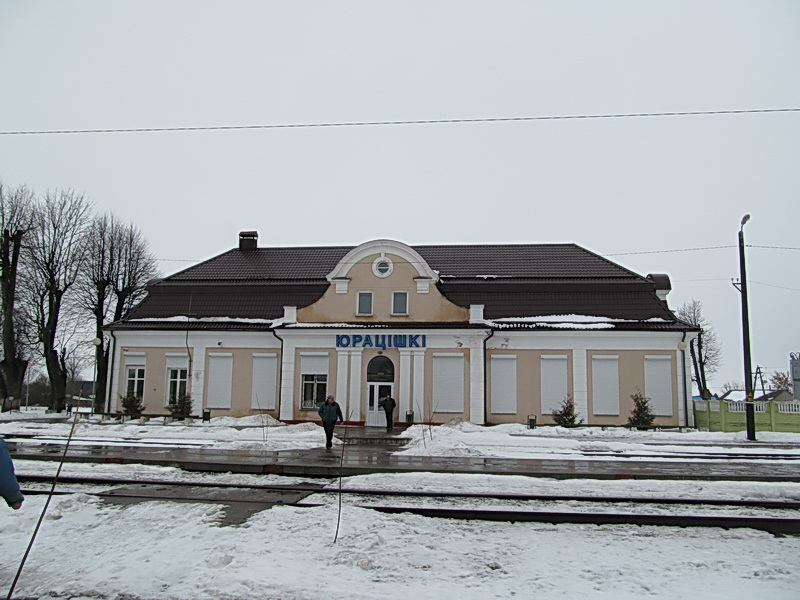
Современный вокзал